# Retable de la Transfiguration

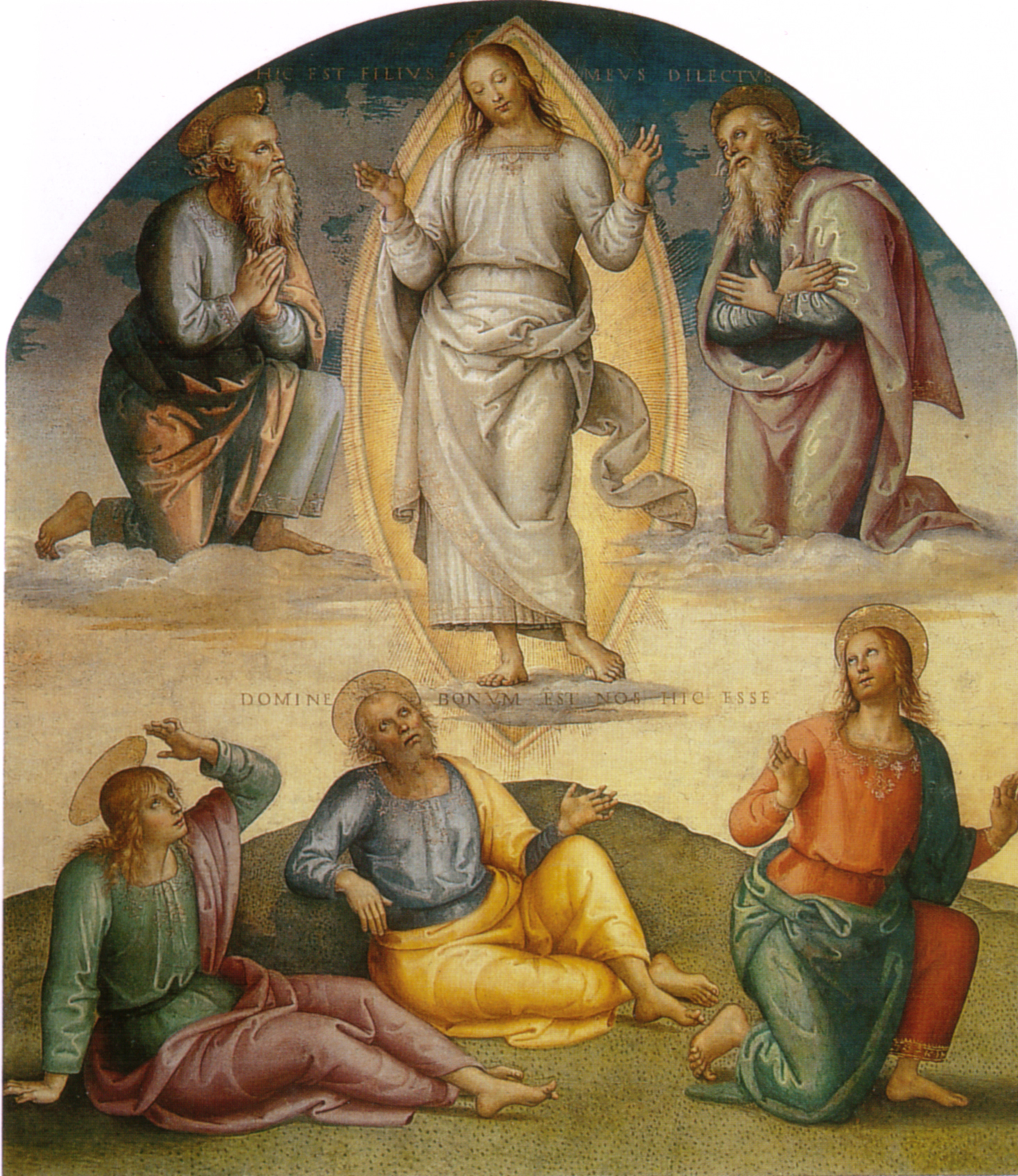
Transfiguration, Collegio del Cambio, Pérouse

Le Retable de la Transfiguration  (en italien : Pala della Trasfigurazione) est une peinture religieuse du Pérugin, un retable (290 × 185 cm) datant de 1517, conservé à la Galerie nationale de l'Ombrie à Pérouse (Italie).

## Histoire
L'œuvre a été probablement réalisée pour l'église Santa Maria dei Servi à Pérouse où elle a séjourné jusqu'en 1542. Cette église, qui était une des plus prestigieuses de Pérouse, abritait les chapelles de la famille Baglioni et d'autres principales familles de la ville. Ainsi, sa destruction dans les années 1540 pour faire place aux douves de la Rocca Paolina a été particulièrement mal ressentie. Les Servites ont déménagé à Santa Maria Nuova en emportant de nombreuses œuvres d'art de Santa Maria dei Servi avec eux dont le retable de la Transfiguration transféré dans la chapelle Graziani en l'église Santa Maria Nuova où il est resté jusqu'en 1863.
avant de rejoindre finalement avec d'autres retables les collections de la Galerie nationale de l'Ombrie.

## Thème
L'œuvre reprend la représentation récurrente dans l'iconographie chrétienne de la Transfiguration du Christ, un épisode de la vie de Jésus-Christ relaté par les évangiles et la fête religieuse qui le commémore le 6 août. Il s'agit d'un changement d'apparence corporelle de Jésus pendant quelques instants de sa vie terrestre, pour révéler sa nature divine à trois disciples les apôtres Jean, Pierre et Jacques.

## Description
Le retable à haut cintré (centinata) représente la Transfiguration du Christ, selon le schéma classique du Pérugin, sur deux registres nettement séparés par une ligne formée de nuages :
- Le registre supérieur, céleste, avec le Christ dans une double mandorle marquée  de  séraphins ; le Christ est représenté debout sur un nuage, les bras écartés et les mains ouvertes dirigées vers le haut, en léger contrapposto, paré de son habit blanc ; la tête légèrement inclinée vers la gauche, son regard méditatif est dirigé vers le bas ; à ses côtés sont placés symétriquement les prophètes Moïse et Élie agenouillés sur le même nuage ;  au-dessus deux séraphins occupent les coins du ciel. Sous le nuage, le bas de la mandorle qui marque le centre de la composition, est entouré de trois séraphins.

- Le registre inférieur, terrestre, comporte les trois apôtres Jean (à gauche) agenouillé, Pierre et Jacques (à droite), assis dans une posture de stupéfaction regardant le Christ vers le haut. En arrière-plan, un doux paysage de collines dorées, avec des frêles  arbrisseaux, forment une vallée qui se fond au loin dans un ciel clair, rendant l'espace ample et profond (perspective atmosphérique). Tous les personnages sont auréolés d'un disque doré elliptique.

## Analyse

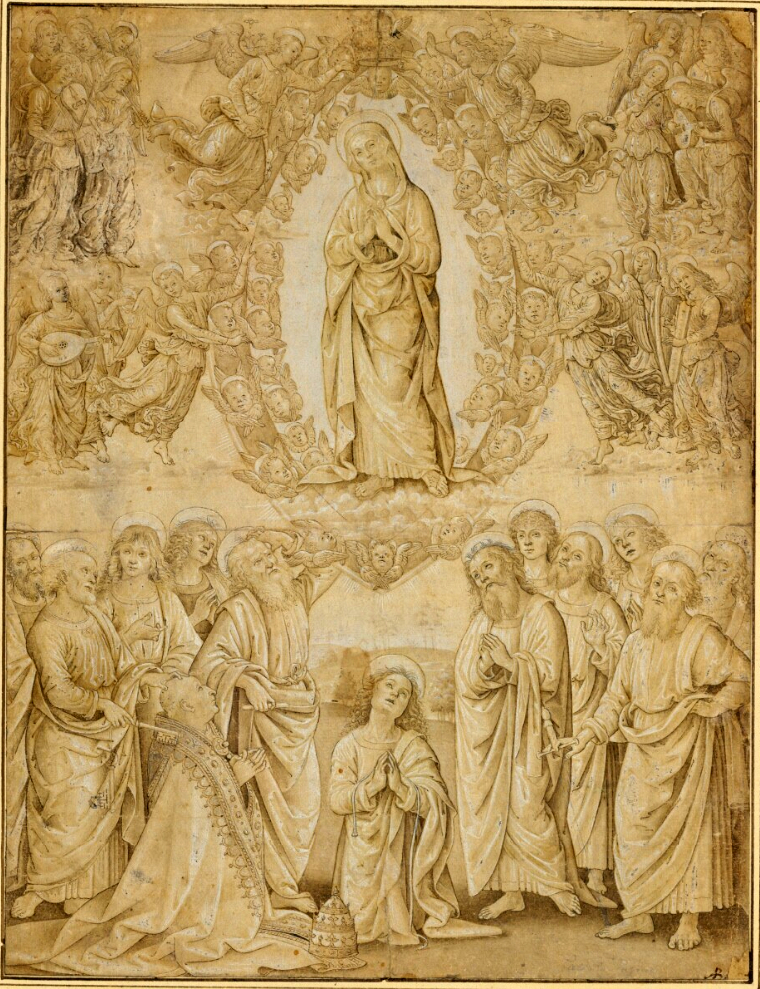
Assomption (perdue) de la Chapelle Sixtine, dessin du Pinturicchio.

Le Pérugin fait largement appel à des dessins de son répertoire réadaptés pour l'occasion.
La composition sur deux registres avec la mandorle est issue de l'Assomption de la Chapelle Sixtine (perdue) reproduite à de nombreuses occasions dans les retables. La division en deux parties est ici fortement marquée par le faisceau horizontal de nuages qui coupe la mandorle afin d'éviter une trop forte rigidité géométrique. Un autre exemple d'influence directe est constitué par la Transfiguration de la Sala delle Udienze del Collegio del Cambio à Pérouse.
Les œuvres de cette époque se distinguent par leur simplicité, avec moins de personnages et éléments décoratifs en privilégiant la richesse chromatique et la profondeur du paysage.
Les poses sont mesurées et agréables, marquées par les rythmes et les symétries avec de légères variations comme les poses complémentaires des deux prophètes.

## Sources
- (it) Cet article est partiellement ou en totalité issu de l’article de Wikipédia en italien intitulé « Pala della Transfigurazione » (voir la liste des auteurs).